# Kazakhstan-Septentrional
L'oblys du Kazakhstan-Septentrional (en kazakh : Солтүстік Қазақстан облысы, Soltüstik Qazaqstan oblısı) est une région administrative du Kazakhstan.

## Divisions administrative
La province est divisée en 13  districts et la ville de Petropavl:

### Districts
| District                    | Chef-lieu      |
| --------------------------- | -------------- |
| District d’Aiyrtaou         | Saumalkol      |
| District d’Akkayin          | Smirnovo       |
| District d’Akjar            | Talshik        |
| District d’Esil             | Yavlenka       |
| District de Gabit Musirepov | Novoishimskoye |
| District de Kyzyljar        | Beskol         |
| District de Magjan Jumabaev | Bulayevo       |
| District de Mamlyout        | Mamlyutka      |
| District de Shal akyn       | Sergeyevka     |
| District de Taiynsha        | Taïyncha       |
| District de Timiryazev      | Timiryazevo    |
| District d’Ualikhanov       | Kishkenekol    |
| District de Djamboul        | Presnovka      |

### Villes
| Ville     |
| --------- |
| Petropavl |